# Особистість Атласа
Особистість Атласа (комплекс Атласа) — людина, яка зобов'язана передчасно взяти на себе дорослі обов'язки. Як наслідок, особистість Атласа схильна розвивати модель примусової турботи в подальшому житті. Явище назване на честь історії про титана Атласа з грецької міфології, який змушений тримати небо.

## Походження і природа
Особистість Атласа зазвичай зустрічається в людини, яка в дитинстві відчувала обов'язок взяти на себе такі обов'язки, як надання психологічної підтримки батькам, часто в хаотичній сімейній ситуації.
Результатом у дорослому житті може стати особистість, позбавлена веселощів і відчуття тягаря світу на своїх плечах. Депресія та тривога, а також надмірна чутливість до інших і нездатність відстоювати власні потреби є ще одними характеристиками, які можна ідентифікувати. Крім того, може бути прихована злість проти батьків за відсутність любові та за експлуатацію дитини для власних потреб.
Хоча особистості Атласу можуть здаватися, що вона нормально функціонує у дорослому віці, їй загрожують відчуття порожнечі та відсутність життєвих сил.

## Лікування
Особи, які страждають на комплекс Атласа, можуть отримати користь від психотерапії. У таких випадках терапевт розмовляє з пацієнтом про дитинство пацієнта та допомагає виявити моделі поведінки, які могли виникнути внаслідок того, що на нього було покладено занадто багато обов'язків занадто рано в житті.

## Подальше читання
- LJ Cozolino, The Making of a Therapist (Нью-Йорк, 2004)